# Ikaruga (Computerspiel)
Ikaruga (jap.: 斑鳩, dt.: „Maskenkernbeißer“) ist ein Arcade-Spiel, das 2001 von dem japanischen Spielehersteller Treasure Co. Ltd. auf Segas NAOMI-System veröffentlicht und später auf die Spielekonsolen Dreamcast, GameCube, Xbox 360 und Windows portiert wurde. Es handelt sich um ein vertikal scrollendes Shoot ’em up, in dem der Spieler ein Kampfflugzeug steuert.
Die Spielmechanik besteht darin, Gegner abzuschießen, deren Polung zwei Arten aufweisen kann: entweder schwarz (rot) oder weiß (blau). Das Schiff des Spielers kann zwischen diesen zwei Polaritäten auf Wunsch hin und her wechseln.

## Spielmechanik
Die Spielmechanik von Ikaruga konzentriert sich hauptsächlich auf das Wechseln zwischen den verschiedenen Polaritäten. In dem meist vertikal scrollenden Shooter fügt feindliches Feuer anderer Polung dem Schiff des Spielers Schaden zu, während Feuer von gleicher Polung demselben Energie hinzufügt. Nach und nach schaltet man so die besondere Waffe des Spiels frei: einen zielsuchenden Laser, der bis zu 12 Feuerstöße (je nachdem wie viel Energie gesammelt wurde) abfeuern kann. Das Wechseln zwischen der Polung des Kampffliegers ändert nicht nur dessen Farbe, sondern auch die der abgefeuerten Kugeln. Kugeln mit anderer Polung als der des Gegners fügen doppelten Schaden zu. Das Wechseln zwischen den Polaritäten ist daher ein zentraler Bestandteil der Spielmechanik; der Spieler muss sich zwischen doppeltem Schaden und (relativer) Unverwundbarkeit entscheiden. Besonders in den diversen Endgegner-Kämpfen kommt dies stark zum Tragen. Das Navigieren und Ausweichen vor den feindlichen Feuerstößen stellt eine zusätzliche Herausforderung für den Spieler dar.
Für erfahrene Spieler besteht die Möglichkeit, Kombinationen aneinanderzureihen und so zusätzliche Punkte zu erhalten. Wenn beispielsweise drei Gegner derselben Polarität nacheinander zerstört werden, entsteht eine sogenannte Kette. Je mehr Gegner derselben Polung wiederholt und in einer Reihe zerstört werden, desto mehr Punkte werden dem Spieler gutgeschrieben und er erhält schließlich ein zusätzliches Leben. Auf der anderen Seite gibt es noch die komplett entgegengesetzte Strategie, mit deren Hilfe der Spieler versucht, beständig Kugeln derselben Polarität einzusammeln und so immer mehr Energie zu erhalten. Hat der Spieler in einem bestimmten Zeitfenster (üblicherweise hundert Sekunden) keinen Gegner abgeschossen und wurde nicht getroffen, erhält er ebenso ein Extraleben.
Obwohl nur vier Entwickler an dem Spiel arbeiteten (ein ungewöhnlich kleines Team), enthält das Spiel komplett dreidimensionale Landschaften und einen überzeugenden Soundtrack. Es ist außerdem möglich, die Steuerung an die Horizontale anzupassen, falls der Bildschirm um 90° gedreht wird, um so die volle Fläche des Bildschirms auszunutzen (Tate-Modus). Wird Ikaruga mit einer normalen Bildschirmstellung (Yoko-Modus) gespielt, erscheinen links und rechts schwarze Balken, um den Bildausschnitt an den Bildschirm anzupassen und so Verzerrungen zu vermeiden.
Ikaruga enthält überdies einen Mehrspielermodus, ein detailliertes und den Spielablauf verlangsamendes Tutorial sowie eine Galerie mit Charakter- und Maschinenentwürfen von Yasushi Suzuki, der vorher für Sin and Punishment (ebenfalls Treasure) entwickelte.

## Handlung
In dem kleinen fiktiven Inselstaat Hōrai entdeckt einer der mächtigsten Männer der Welt, Tenrō Hōrai (鳳来 天楼), das Ubusunagami Ōkinokai (産土神黄輝ノ塊) – die Kraft der Götter. Diese Kraft geht von einem Objekt aus, welches er aus großer Tiefe gehoben hat. Tenrō Hōrai nützt diese Macht zusammen mit seiner Anhängerschaft, den „Göttlichen“, um, unter dem Vorwand der Friedenssicherung, andere Nationen zu unterwerfen.
Währenddessen versucht ein Staatenbund namens Tenkaku (天角), mithilfe modernster Kampfflieger (飛鉄塊, Hitekkai), Hōrai zu stürzen und die Freiheit zu erhalten. Vergeblich versuchen die Piloten, Hōrais Armada aufzuhalten; schließlich werden sie komplett aufgerieben. Nur ein Pilot mit dem Namen Shinra (森羅) überlebt.
Dessen Kampfflieger stürzt nahe einer fast verwaisten Stadt ab, deren wenige Bewohner den jungen Piloten wieder gesund pflegen. Die Stadt ist eines der vielen Opfer des Krieges und wird hauptsächlich von älteren Menschen bewohnt, da deren Kinder gezwungen wurden, Hōrais Truppen beizutreten. Shinra schwört Rache, versucht schließlich mithilfe eines von den Bewohnern der Stadt gebauten Schiffes namens Ikaruga Hōrai die Stirn zu bieten.
Ikaruga ist jedoch kein normales Flugzeug. Entwickelt von einem ehemaligen Genie des Maschinenbaus namens Amanai und den Bewohnern der Stadt ist es in der Lage, zwischen den zwei Energie-Polaritäten beliebig hin und her zu wechseln. Es wird in einem Bunker unter der Stadt versteckt und mithilfe der Abschussvorrichtung „Schwert des Acala“ gestartet.

## Entwicklung und Veröffentlichung
Ikaruga wurde von nur drei Entwicklern und der Leitung von Hiroshi Iuchi, der sich auch für das Spieldesign und den Soundtrack verantwortlich zeigt, dem Programmierer Atsutomo Nakagawa und dem Illustrator beziehungsweise Charakter- und Objektdesigner Yasushi Suzuki bei Treasure Co. Ltd entwickelt. Eine junge Firma namens G.rev, die Geld für die Entwicklung ihres Spiels Border Down benötigte, stellte einige Teammitglieder zur Unterstützung zur Verfügung. Die Entwicklung nahm für Arcade-Shooter-Standards ungewöhnlich viel Zeit in Anspruch; zwei Jahre vergingen von der ersten Programmzeile bis zur endgültigen Veröffentlichung.
Ikaruga war das erste Spiel für das der Entwickler (Treasure) ein offizielles Superplay-Video – die DVD „Ikaruga Appreciate“ – veröffentlichte, noch vor Konamis Gradius V „Options“- und „Perfect“-DVDs. Die Version für Dreamcast war auf 50.000 Stück limitiert und wurde nur in Japan veröffentlicht. Aus diesem Grund gilt die Dreamcast-Version heute als rar und erreicht hohe Preise bei Internetauktionen.

## Interpretation
Ein viel gelobter Aspekt des Spiels stellt der leichte Anklang eines intellektuellen und spirituellen Themas dar. Wie auch bei seinen früheren Arbeiten wollte der Entwicklungsleiter Hiroshi Iuchi dem Spiel einen tieferen Sinn verleihen. So tragen die verschiedenen Kapitel Namen wie „Ideal“ (理想, Risō), „Prüfung“ (試練, Shiren), „Glaube“ (信念, Shinnen), „Realität“ (現実, Genjitsu) und „Samsara“ (輪廻, Rinne), welche die Strapazen des Menschen auf dem Weg hin zur Aufklärung beziehungsweise zur Erleuchtung andeuten, während das Schiff des Helden die menschliche Seele widerspiegelt (siehe Yin und Yang). Diverse Bezüge zum Buddhismus finden sich nicht nur beim gerade erwähnten Kampfflugzeug, sondern auch in der Namensgebung der verschiedenen Objekte im Spiel, wie beispielsweise beim weiter oben genannten „Schwert des Acala“.